# Епархия Гуасдуалито
Епархия Гуасдуалито — епархия Римско-католической церкви с центром в городе Гуасдуалито, Венесуэла. Епархия Гуасдуалито входит в митрополию Мериды. Кафедральным собором епархии Гуасдуалито является церковь Пресвятой Девы Марии Кармельской.

## История
3 декабря 2015 года Папа Римский Франциск учредил епархию Гуасдуалито, выделив её из епархий Баринаса и Сан-Фернандо-де-Апуре.

## Ординарии епархии
- епископ Пабло Модесто Гонсалес Перес S.D.B.[1] (с 3 декабря 2015 года).

## Источник
- Объявление об учреждении епархии  (итал.)